# Приморский муниципальный округ (Архангельская область)
Приморский муниципальный округ — муниципальное образование в составе Архангельской области Российской Федерации.
Административный центр — город Архангельск (в состав округа не входит).
С точки зрения административно-территориального устройства Приморский муниципальный округ находится на территории Приморского и Соловецкого административных районов.

## География
Приморский район приравнен к районам Крайнего Севера.
Кроме материковой части, в муниципальный район также входят Соловецкие острова (Белое море) и самые северные территории суши, находящиеся под юрисдикцией Российской Федерации — архипелаг Земля Франца-Иосифа и остров Виктория. В свою очередь, в состав административно-территориальной единицы — района — эти территории не входят, а составляют самостоятельные три административно-территориальные единицы: (1) Соловецкий район, (2) Приморский район и (3) островные территории — Земля Франца-Иосифа и остров Виктория.
Площадь муниципального округа, включая Соловецкие острова, архипелаг Земля Франца-Иосифа и остров Виктория составляет 46133,61 км².
Материковая часть территории, на которой расположен муниципальный район, находится на северо-западе материковой части Архангельской области.

Северо-Западный федеральный округ Российской Федерации (Архангельская область и Ненецкий автономный округ — территории под номером 1 и 8)

Климат муниципального района в бассейне и акватории Белого моря умеренно континентальный с прохладным летом и продолжительной холодной зимой.
Наиболее значительные реки района: Северная Двина, Лодьма, Сюзьма, Лая, Куя, Това. Среди озёр наиболее крупные: Ижмозеро, Мяндозеро, Мураканское, Солозеро, Вёжмозеро, Илос, Суксома, Лямицкое.

## История
Приморский муниципальный округ был образован в 2004 году как Приморский муниципальный район. Соловецкие острова были включены в состав Приморского муниципального района 1 января 2006 года в качестве сельского поселения (тогда же к муниципальному району были отнесены  архипелаг Земля Франца-Иосифа и остров Виктория). 1 января 2020 года Земля Франца-Иосифа и остров Виктория были зачислены за муниципальным образованием (сельским поселением) Талажское.
3 мая 2023 года Приморский муниципальный район был преобразован в Приморский муниципальный округ, а все входившие в его состав сельские поселения упразднены как муниципальные образования.

## Население
| 2010    | 2011    | 2012    | 2013    | 2014    | 2015    | 2016    | 2017    | 2018    |
| ------- | ------- | ------- | ------- | ------- | ------- | ------- | ------- | ------- |
| 26 327  | ↘26 226 | ↗26 286 | ↘26 163 | ↘26 055 | ↘25 952 | ↘25 787 | ↘25 639 | ↘25 445 |
| 2019    | 2020    | 2021    | 2023    |         |         |         |         |         |
| ↘25 100 | ↘25 093 | ↗28 799 | ↘28 793 |         |         |         |         |         |

## Муниципально-территориальное устройство
На момент упразднения в Приморский муниципальный район входили 10 муниципальных образований со статусом сельских поселений.
| №  | Муниципальное образование | Административный центр    | Количество населённых пунктов | Население (чел.) | Площадь (км²) |
| -- | ------------------------- | ------------------------- | ----------------------------- | ---------------- | ------------- |
| 1  | Боброво-Лявленское        | посёлок Боброво           | 37                            | ↘2855            | 3467,89       |
| 2  | Заостровское              | деревня Большое Анисимово | 25                            | ↗3112            | 124,99        |
| 3  | Катунинское               | посёлок Катунино          | 4                             | ↗4525            | 203,21        |
| 4  | Лисестровское             | деревня Окулово           | 36                            | ↗3990            | 1153,33       |
| 5  | Островное                 | село Вознесенье           | 48                            | ↘1739            | 357,06        |
| 6  | Пертоминское              | посёлок Пертоминск        | 13                            | ↘451             | 7202,98       |
| 7  | Приморское                | деревня Рикасиха          | 12                            | ↘3126            | 1014,44       |
| 8  | Соловецкое                | посёлок Соловецкий        | 5                             | ↘794             | 296,09        |
| 9  | Талажское                 | посёлок Талаги            | 27                            | ↗3840            | 7630,01       |
| 10 | Уемское                   | посёлок Уемский           | 4                             | ↗4361            | 114,47        |

Законом Архангельской области от 28 мая 2015 года № 289-17-ОЗ, были преобразованы, путём их объединения, сельские поселения:
- Лисестровское и Васьковское в сельское поселение Лисестровское с административным центром в деревне Окулово;
- Вознесенское, Пустошинское и Ластольское в сельское поселение Островное с административным центром в селе Вознесенье;
- Лявленское и Коскогорское в сельское поселение Боброво-Лявленское с административным центром в посёлке Боброво;
- Пертоминское, Летне-Золотицкое и Лопшеньгское в сельское поселение Пертоминское с административным центром в посёлке Пертоминск;
- Талажское, Зимне-Золотицкое, Патракеевское и Повракульское в сельское поселение Талажское с административным центром в посёлке Талаги.

## Населённые пункты
В Приморском муниципальном округе 210 населённых пунктов.
| №   | Населённый пункт     | Тип                     | Население | Бывшее муниципальное образование |
| --- | -------------------- | ----------------------- | --------- | -------------------------------- |
| 1   | 22 км                | железнодорожный разъезд | ↗2        | Приморское                       |
| 2   | 28 км                | железнодорожный разъезд | →0        | Приморское                       |
| 3   | 34 км                | железнодорожный разъезд | →0        | Приморское                       |
| 4   | Амосово              | деревня                 | ↗50       | Лисестровское                    |
| 5   | Андрианово           | деревня                 | ↗44       | Островное                        |
| 6   | Архипово             | деревня                 | ↗21       | Талажское                        |
| 7   | Аэропорт Васьково    | населённый пункт        | ↗58       | Лисестровское                    |
| 8   | Бабанегово           | деревня                 | ↘39       | Боброво-Лявленское               |
| 9   | Байкалово            | деревня                 | ↗4        | Островное                        |
| 10  | Бакарица             | деревня                 | ↗3        | Боброво-Лявленское               |
| 11  | Бармино              | деревня                 | ↗1        | Приморское                       |
| 12  | Белое                | деревня                 | →0        | Приморское                       |
| 13  | Беломорье            | посёлок                 | ↗318      | Катунинское                      |
| 14  | Беричево             | деревня                 | ↗7        | Островное                        |
| 15  | Боброво              | деревня                 | ↘25       | Боброво-Лявленское               |
| 16  | Боброво              | посёлок                 | ↗1325     | Боброво-Лявленское               |
| 17  | Большая Корзиха      | деревня                 | ↗133      | Лисестровское                    |
| 18  | Большая Федоровская  | деревня                 | ↗20       | Островное                        |
| 19  | Большие Карелы       | деревня                 | ↘44       | Боброво-Лявленское               |
| 20  | Большое Анисимово    | деревня                 | ↗1165     | Заостровское                     |
| 21  | Большое Бурдуково    | деревня                 | ↘29       | Заостровское                     |
| 22  | Большое Тойнокурье   | деревня                 | ↗24       | Заостровское                     |
| 23  | Бор                  | деревня                 | ↘4        | Боброво-Лявленское               |
| 24  | Борисовская          | деревня                 | ↘22       | Заостровское                     |
| 25  | Борковское           | деревня                 | ↘5        | Островное                        |
| 26  | Боры                 | деревня                 | ↗8        | Заостровское                     |
| 27  | Брательское          | деревня                 | ↘6        | Островное                        |
| 28  | Брусеница            | железнодорожная станция | ↗18       | Лисестровское                    |
| 29  | Бутырки              | деревня                 | →4        | Лисестровское                    |
| 30  | Бутырская            | деревня                 | ↗20       | Боброво-Лявленское               |
| 31  | Вагино               | деревня                 | ↘10       | Островное                        |
| 32  | Вагинский Наволок    | деревня                 | ↗8        | Островное                        |
| 33  | Вайново              | посёлок                 | ↗4        | Боброво-Лявленское               |
| 34  | Васьково             | посёлок                 | ↗1137     | Лисестровское                    |
| 35  | Великое              | деревня                 | ↗107      | Заостровское                     |
| 36  | Вепревский           | маяк                    | ↘3        | Талажское                        |
| 37  | Верхнее Ладино       | деревня                 | ↗93       | Заостровское                     |
| 38  | Верхнее Рыболово     | деревня                 | ↗4        | Островное                        |
| 39  | Верхние Валдушки     | деревня                 | ↗360      | Лисестровское                    |
| 40  | Верхняя Золотица     | деревня                 | ↗148      | Талажское                        |
| 41  | Верховье             | деревня                 | ↘24       | Талажское                        |
| 42  | Вознесенье           | село                    | ↗446      | Островное                        |
| 43  | Волохница            | деревня                 | ↗129      | Лисестровское                    |
| 44  | Волочек              | деревня                 | ↘2        | Островное                        |
| 45  | Выселки              | деревня                 | ↗34       | Островное                        |
| 46  | Глинник              | деревня                 | ↗72       | Заостровское                     |
| 47  | Гневашево            | деревня                 | ↘14       | Островное                        |
| 48  | Голова               | деревня                 | →27       | Островное                        |
| 49  | Горка                | деревня                 | ↗111      | Талажское                        |
| 50  | Дедов Полой          | деревня                 | ↘56       | Боброво-Лявленское               |
| 51  | Долгое               | деревня                 | ↗5        | Островное                        |
| 52  | Дом инвалидов        | посёлок                 | →0        | Талажское                        |
| 53  | Дряхлицыно           | деревня                 | ↘2        | Уемское                          |
| 54  | Емельяновская        | деревня                 | ↗213      | Боброво-Лявленское               |
| 55  | Ершовка              | деревня                 | ↘19       | Боброво-Лявленское               |
| 56  | Жижгин               | остров                  | ↗10       | Пертоминское                     |
| 57  | Залахотье            | деревня                 | ↘17       | Островное                        |
| 58  | Заозерье             | деревня                 | ↗26       | Лисестровское                    |
| 59  | Заручевская          | деревня                 | ↗50       | Боброво-Лявленское               |
| 60  | Заручей              | деревня                 | ↗10       | Лисестровское                    |
| 61  | Заручей-Островной    | деревня                 | ↘31       | Островное                        |
| 62  | Захарово             | деревня                 | ↗10       | Лисестровское                    |
| 63  | Захарово-Островное   | деревня                 | ↗20       | Островное                        |
| 64  | Зачапино             | деревня                 | ↘8        | Боброво-Лявленское               |
| 65  | Зворково             | деревня                 | ↘10       | Островное                        |
| 66  | Зимнегорский         | маяк                    | ↗2        | Талажское                        |
| 67  | Ижма                 | деревня                 | ↗112      | Талажское                        |
| 68  | Илес                 | железнодорожная станция | ↗4        | Лисестровское                    |
| 69  | Исакогорка           | деревня                 | ↗271      | Лисестровское                    |
| 70  | Кавкола              | деревня                 | ↗81       | Островное                        |
| 71  | Кадь                 | деревня                 | ↘2        | Талажское                        |
| 72  | Кальчино             | деревня                 | ↗14       | Островное                        |
| 73  | Карандашевская       | деревня                 | ↗8        | Боброво-Лявленское               |
| 74  | Катунино             | посёлок                 | ↘3562     | Катунинское                      |
| 75  | Кипарово             | деревня                 | ↗26       | Заостровское                     |
| 76  | Козлы                | деревня                 | →3        | Талажское                        |
| 77  | Кондратьевская       | деревня                 | ↗12       | Талажское                        |
| 78  | Конецгорье           | деревня                 | ↗23       | Боброво-Лявленское               |
| 79  | Конецдворье          | деревня                 | ↗64       | Островное                        |
| 80  | Корелы               | деревня                 | ↗6        | Талажское                        |
| 81  | Коровкинская         | деревня                 | ↗13       | Талажское                        |
| 82  | Косково              | деревня                 | ↗29       | Боброво-Лявленское               |
| 83  | Красная Гора         | деревня                 | ↗12       | Пертоминское                     |
| 84  | Красное              | деревня                 | ↘6        | Островное                        |
| 85  | Кривляево            | деревня                 | ↗33       | Лисестровское                    |
| 86  | Кузьмино             | деревня                 | ↗181      | Боброво-Лявленское               |
| 87  | Кукушка              | деревня                 | ↘23       | Лисестровское                    |
| 88  | Курган               | деревня                 | ↗29       | Островное                        |
| 89  | Куропти              | деревня                 | ↗5        | Уемское                          |
| 90  | Кушкушара            | деревня                 | ↗49       | Талажское                        |
| 91  | Куя                  | деревня                 | ↗6        | Талажское                        |
| 92  | Кырласово            | деревня                 | ↗22       | Заостровское                     |
| 93  | Кяростров            | деревня                 | ↘337      | Островное                        |
| 94  | Лайская              | железнодорожная станция | ↗2        | Приморское                       |
| 95  | Лайский Док          | посёлок                 | ↗810      | Приморское                       |
| 96  | Лапоминка            | деревня                 | ↗41       | Талажское                        |
| 97  | Ластола              | деревня                 | ↗472      | Островное                        |
| 98  | Лахта                | деревня                 | ↗674      | Катунинское                      |
| 99  | Лахта-Островная      | деревня                 | →0        | Островное                        |
| 100 | Лая                  | деревня                 | ↗103      | Приморское                       |
| 101 | Левковка             | деревня                 | ↗30       | Заостровское                     |
| 102 | Летний Наволок       | деревня                 | ↘7        | Пертоминское                     |
| 103 | Летняя Золотица      | деревня                 | ↗182      | Пертоминское                     |
| 104 | Лингостров           | деревня                 | ↘8        | Боброво-Лявленское               |
| 105 | Личка                | деревня                 | ↘2        | Приморское                       |
| 106 | Лодемский            | разъезд                 | →0        | Боброво-Лявленское               |
| 107 | Лопшеньга            | деревня                 | ↗255      | Пертоминское                     |
| 108 | Луговой              | посёлок                 | ↗344      | Заостровское                     |
| 109 | Луда                 | деревня                 | ↗91       | Пертоминское                     |
| 110 | Любовское            | деревня                 | ↗43       | Лисестровское                    |
| 111 | Лянецкое             | деревня                 | ↗48       | Заостровское                     |
| 112 | Малая Корзиха        | деревня                 | ↗17       | Лисестровское                    |
| 113 | Малая Муксалма       | посёлок                 | →0        | Соловецкое                       |
| 114 | Малая Тойнокурья     | деревня                 | ↗27       | Заостровское                     |
| 115 | Малая Хечемень       | деревня                 | ↘4        | Заостровское                     |
| 116 | Малое Анисимово      | деревня                 | ↘31       | Заостровское                     |
| 117 | Малое Бурдуково      | деревня                 | ↗19       | Заостровское                     |
| 118 | Малые Карелы         | деревня                 | ↗33       | Уемское                          |
| 119 | Мелехово             | деревня                 | ↘47       | Лисестровское                    |
| 120 | Мордарово            | деревня                 | ↘6        | Боброво-Лявленское               |
| 121 | Мудьюг               | посёлок                 | ↘0        | Талажское                        |
| 122 | Мыза                 | деревня                 | ↗6        | Лисестровское                    |
| 123 | Мяндино              | деревня                 | →3        | Островное                        |
| 124 | Наволок              | деревня                 | ↗84       | Талажское                        |
| 125 | Наумцево             | деревня                 | ↘1        | Островное                        |
| 126 | Негино               | деревня                 | ↗5        | Лисестровское                    |
| 127 | Нестерово            | деревня                 | ↗11       | Лисестровское                    |
| 128 | Нижнее Ладино        | деревня                 | ↗140      | Заостровское                     |
| 129 | Нижнее Рыболово      | деревня                 | ↗48       | Островное                        |
| 130 | Нижние Валдушки      | деревня                 | ↗7        | Заостровское                     |
| 131 | Нижняя Золотица      | деревня                 | ↘81       | Талажское                        |
| 132 | Никольское           | деревня                 | ↘3        | Лисестровское                    |
| 133 | Новинки              | деревня                 | ↗298      | Боброво-Лявленское               |
| 134 | Новое Лукино         | деревня                 | ↘24       | Лисестровское                    |
| 135 | Новое Стражково      | деревня                 | ↘3        | Боброво-Лявленское               |
| 136 | Одино                | деревня                 | ↘50       | Островное                        |
| 137 | Одиночка             | деревня                 | ↗73       | Островное                        |
| 138 | Окулово              | деревня                 | ↗75       | Лисестровское                    |
| 139 | Олешник              | деревня                 | →4        | Боброво-Лявленское               |
| 140 | Онишово              | деревня                 | ↘13       | Островное                        |
| 141 | Опорно-опытный пункт | деревня                 | ↗30       | Заостровское                     |
| 142 | Орловский            | маяк                    | →0        | Пертоминское                     |
| 143 | Осинник              | деревня                 | →0        | Островное                        |
| 144 | Острова              | деревня                 | ↗38       | Островное                        |
| 145 | Патракеевка          | деревня                 | ↗115      | Талажское                        |
| 146 | Первая Гора          | деревня                 | ↘1        | Лисестровское                    |
| 147 | Пертоминск           | посёлок                 | ↗322      | Пертоминское                     |
| 148 | Перхачево            | деревня                 | ↗168      | Заостровское                     |
| 149 | Пески                | деревня                 | ↗103      | Островное                        |
| 150 | Питяево              | деревня                 | ↘1        | Островное                        |
| 151 | Повракульская        | деревня                 | ↗631      | Талажское                        |
| 152 | Погорелка            | деревня                 | ↘1        | Боброво-Лявленское               |
| 153 | Погорельская         | деревня                 | ↗10       | Талажское                        |
| 154 | Подборка             | деревня                 | ↘0        | Талажское                        |
| 155 | Прилук               | деревня                 | ↘11       | Островное                        |
| 156 | Псарево              | деревня                 | ↗7        | Боброво-Лявленское               |
| 157 | Пуново               | деревня                 | ↗65       | Заостровское                     |
| 158 | Пустой Двор          | деревня                 | →3        | Островное                        |
| 159 | Пустошь              | деревня                 | ↗299      | Островное                        |
| 160 | Пушлахта             | деревня                 | →54       | Пертоминское                     |
| 161 | Реболда              | посёлок                 | →0        | Соловецкое                       |
| 162 | Ригач                | деревня                 | ↗19       | Лисестровское                    |
| 163 | Рикасиха             | деревня                 | ↗2006     | Приморское                       |
| 164 | Рикасово             | деревня                 | ↘49       | Заостровское                     |
| 165 | Савватьево           | посёлок                 | ↘0        | Соловецкое                       |
| 166 | Савинская            | деревня                 | ↘0        | Боброво-Лявленское               |
| 167 | Саломат              | деревня                 | →3        | Лисестровское                    |
| 168 | Сапушкино            | деревня                 | →3        | Боброво-Лявленское               |
| 169 | Свинец               | деревня                 | →0        | Островное                        |
| 170 | Семёново             | деревня                 | ↗59       | Лисестровское                    |
| 171 | Слободка             | деревня                 | ↗10       | Лисестровское                    |
| 172 | Словенское           | деревня                 | →0        | Боброво-Лявленское               |
| 173 | Соловецкий           | посёлок                 | ↘808      | Соловецкое                       |
| 174 | Средние Валдушки     | деревня                 | ↗26       | Заостровское                     |
| 175 | Средняя Гора         | деревня                 | ↗28       | Лисестровское                    |
| 176 | Старое Стражково     | деревня                 | ↘1        | Боброво-Лявленское               |
| 177 | Степановская         | деревня                 | ↗27       | Боброво-Лявленское               |
| 178 | Студименское         | деревня                 | ↘6        | Островное                        |
| 179 | Талаги               | посёлок                 | ↘1781     | Талажское                        |
| 180 | Тараканово           | деревня                 | →2        | Лисестровское                    |
| 181 | Тиноватик            | деревня                 | ↘2        | Островное                        |
| 182 | Това                 | выселок                 | →1        | Талажское                        |
| 183 | Тойватово            | деревня                 | ↘3        | Островное                        |
| 184 | Трепузово            | деревня                 | ↗123      | Боброво-Лявленское               |
| 185 | Туманок              | деревня                 | ↘0        | Боброво-Лявленское               |
| 186 | Тундра               | железнодорожная станция | ↘8        | Лисестровское                    |
| 187 | Уемский              | посёлок                 | ↗4232     | Уемское                          |
| 188 | Уна                  | деревня                 | ↗72       | Пертоминское                     |
| 189 | Унский               | маяк                    | ↘2        | Пертоминское                     |
| 190 | Усть-Заостровская    | деревня                 | ↘22       | Заостровское                     |
| 191 | Фельшинка            | деревня                 | ↗29       | Лисестровское                    |
| 192 | Хаврогоры            | деревня                 | →0        | Талажское                        |
| 193 | Хвосты               | деревня                 | ↘14       | Островное                        |
| 194 | Холм                 | деревня                 | ↗18       | Катунинское                      |
| 195 | Хорьково             | деревня                 | ↗371      | Боброво-Лявленское               |
| 196 | Ценовец              | деревня                 | ↗5        | Боброво-Лявленское               |
| 197 | Часовенская          | деревня                 | ↗57       | Талажское                        |
| 198 | Часовенское          | деревня                 | ↗176      | Лисестровское                    |
| 199 | Чекоминка            | деревня                 | →0        | Островное                        |
| 200 | Чесменский           | маяк                    | ↗2        | Пертоминское                     |
| 201 | Чёрный Яр            | деревня                 | ↗325      | Боброво-Лявленское               |
| 202 | Чубола               | деревня                 | ↘1        | Островное                        |
| 203 | Чубола-Наволок       | деревня                 | ↗25       | Островное                        |
| 204 | Чужгоры              | деревня                 | ↗20       | Приморское                       |
| 205 | Шеинская             | деревня                 | ↘6        | Боброво-Лявленское               |
| 206 | Ширша                | деревня                 | ↗6        | Лисестровское                    |
| 207 | Ширшинский           | посёлок                 | ↘739      | Лисестровское                    |
| 208 | Шихириха             | деревня                 | ↘20       | Приморское                       |
| 209 | Ягодник              | остров                  | ↘0        | Боброво-Лявленское               |
| 210 | Яреньга              | деревня                 | ↗156      | Пертоминское                     |

### Упразднённые населённые пункты
В 2014 году были упразднены хутора Берёзовая Тоня, Горка, Новососновая и посёлки Исаково, Муксалма.
В 2014 году упразднены хутора Гора Секирная и Троицкий

## Достопримечательности
В Приморском муниципальном округе Архангельской области находится крупнейший в России и в Европе музей народного деревянного зодчества — Малые Корелы (основан 17 июля 1964 года).

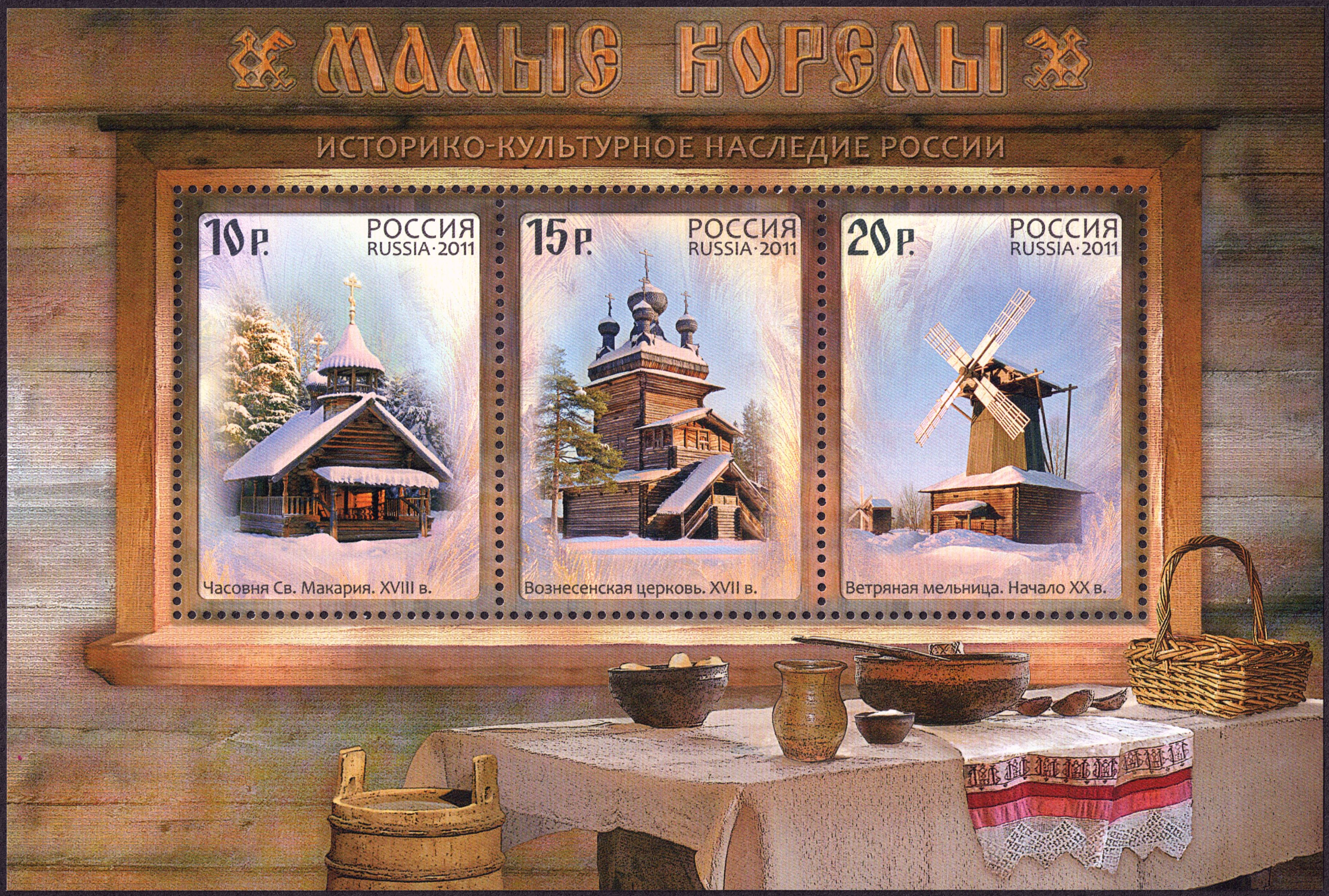
В 2011 году почта России выпустила почтовый блок, посвящённый музею «Малые Корелы»)

В экспозиции музея под открытым небом находятся около 100 гражданских, общественных и церковных построек. Самые ранние из них датируются XVI веком (колокольня из села Кулига-Дракованово) и XVII веком (Вознесенская церковь из села Кушерека и Георгиевская церковь из села Вершина).
Среди экспонатов — крестьянские, купеческие избы, амбары, колодцы, изгороди, ветряные мельницы и др., собранные из разных концов северных регионов России. Для перемещения постройки раскатывались по брёвнам, а затем заново собирались уже на территории музея.
С 1996 года музей «Малые Корелы» включён в Государственный свод особо ценных объектов культурного наследия народов Российской Федерации.
На территории Приморского муниципального района находится Соловецкий историко-культурный комплекс, внесенный в список Всемирного наследия ЮНЕСКО под номером 632 по критерию IV.
По историческим сведениям Соловецкий монастырь возник в 1420—1430-е годы, отстроен в камне трудами св. Филиппа (Колычева), в допетровское время числился среди крупнейших землевладельцев государства, в 1669—1676 гг. осаждён царскими войсками как один из очагов сопротивления никонианским преобразованиям.

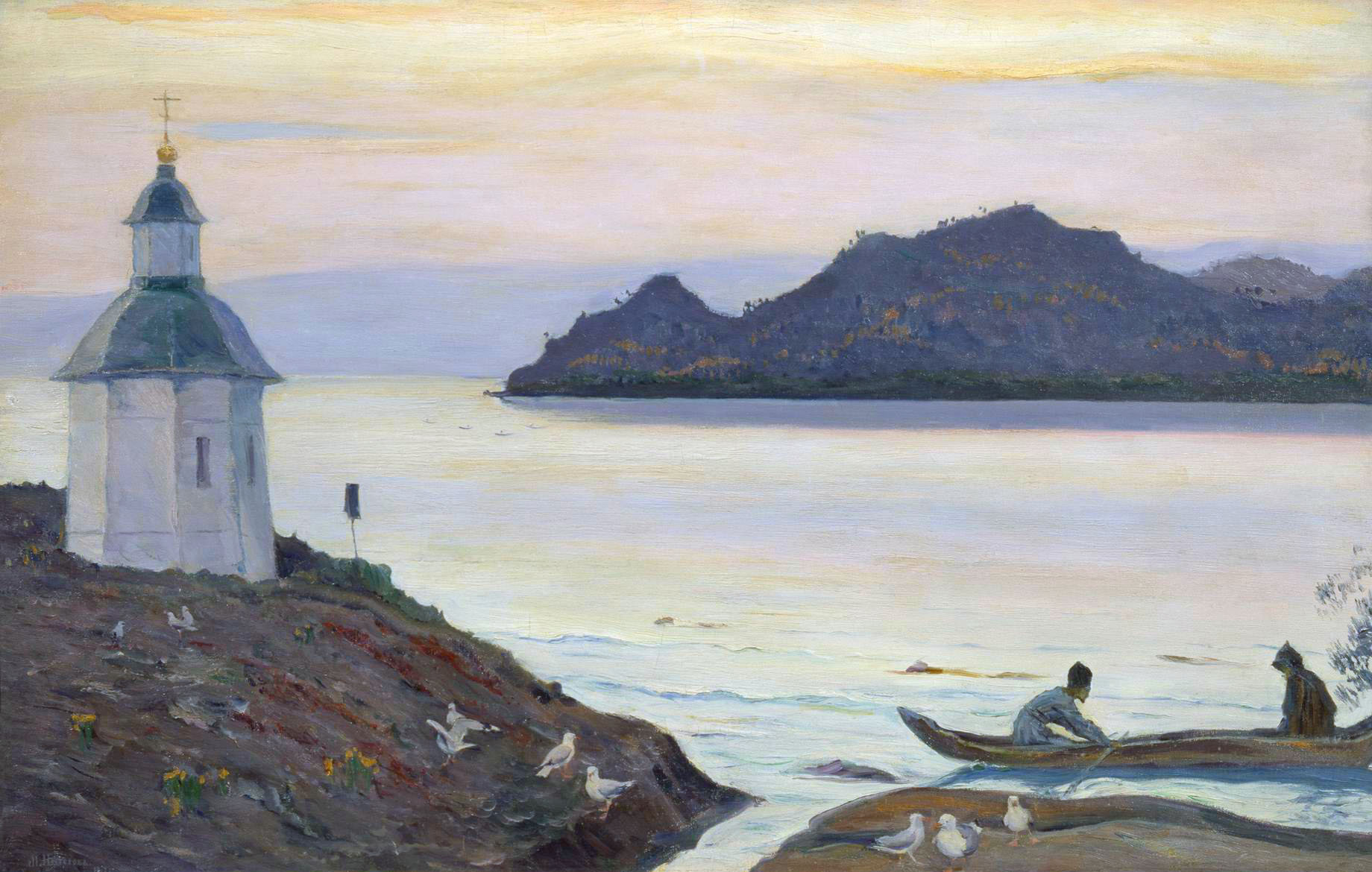
Рельеф Соловецких островов отражён на картинах М. В. Нестерова

При советской власти на территории Соловецкого монастыря действовал Соловецкий лагерь особого назначения (СЛОН) — крупнейший исправительно-трудовой лагерь 1920-х годов.
25 октября 1990 года Священный Синод постановил вернуть к жизни Спасо—Преображенский ставропигиальный мужской монастырь.
В 1992 году комплекс памятников Соловецкого музея-заповедника был внесён в список Всемирного наследия ЮНЕСКО.
В 1995 году комплекс памятников Соловецкого музея-заповедника был внесён — в Государственный свод особо ценных объектов культурного наследия народов Российской Федерации.

## Люди, связанные с муниципальным округом
- Никон (Патриарх Московский) (1605 год — 17 (27) августа 1681 года)

Патриарх Московский (1652—1667). В 1635 году принял постриг с именем Никон в Свято-Троицком Анзерском скиту Соловецкого монастыря. Посещал Соловецкий монастырь 3-7 (13-17) июня 1652 года для перенесения мощей святителя Филиппа, митрополита Московского.
- Разин Степан Тимофеевич (около 1630 года — 6 (16) июня 1671 года)

Казацкий атаман, предводитель казацко-крестьянского восстания, получившего в позднейшей историографии название Крестьянской войны под предводительством С. Т. Разина 1670—1671 годов. В 1652 году совершил паломничество в Соловецкий монастырь. Сохранившееся прошение об отпуске по этому случаю — самый ранний из имеющихся в распоряжении историков документов, где упоминается имя С. Т. Разина.
- Коржавин, Фёдор Иванович (1902, деревня Нижнее Ладино — ?) — участник Великой Отечественной войны, Герой Советского Союза (1945)
- Жлобицкий Михаил Васильевич, родился в 2001 году, погиб 31.10.2018 несовершеннолетний террорист-камикадзе подорвавший себя в здании ФСБ в Архангельске.